# 广场 (北达科他州)
广场（英語：Plaza），是美国北达科他州下属的一座城市。根据2010年美国人口普查，该市有人口171人。